# Nemoraea fenestrata
Nemoraea fenestrata är en tvåvingeart som först beskrevs av Louis-Paul Mesnil 1971.  Nemoraea fenestrata ingår i släktet Nemoraea och familjen parasitflugor. Inga underarter finns listade i Catalogue of Life.